# Lubsko

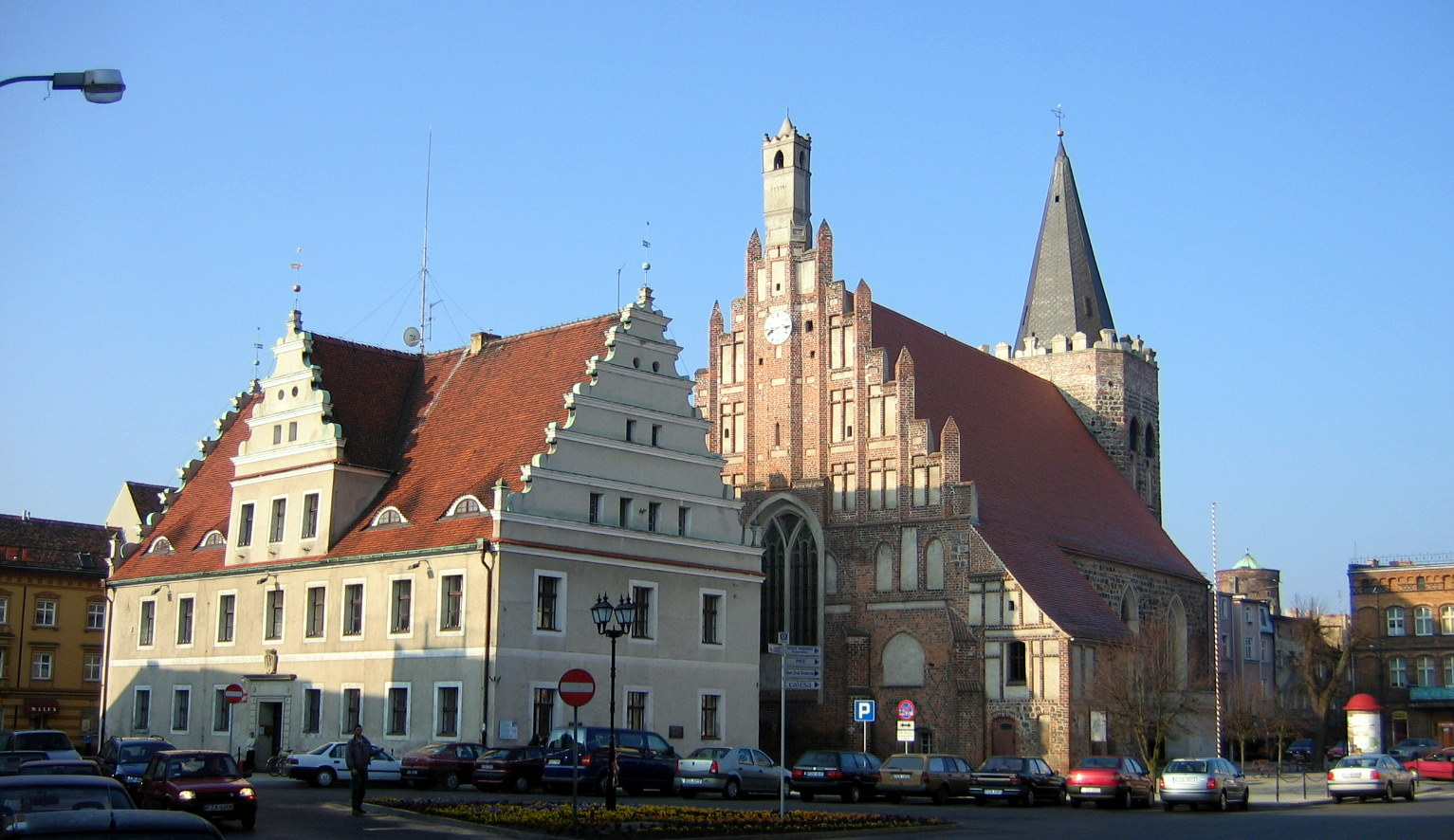
Rathaus und Kirche Mariä Heimsuchung in Lubsko

Lubsko ['lupskɔ] (deutsch Sommerfeld, niedersorbisch Žemŕ, polnisch bis 1947 Zemsz) ist eine polnische Stadt und zugleich Sitz der Stadt- und Landgemeinde Lubsko mit etwa 13.800 Einwohnern im Powiat Żarski der Woiwodschaft Lebus.

## Geographie
Lubsko liegt in der östlichen Niederlausitz an der Lubsza (Lubst/Lubis), 28 Kilometer von Żary (Sorau) und je 30 Kilometer von Guben und Forst entfernt.

## Geschichte
Einige Funde aus der Zeit der Lausitzer Kultur zeigen, dass die Umgebung der heutigen Stadt bereits in der Bronzezeit besiedelt war.

Der Ort Sommerfeld wurde zum ersten Mal in einem Privileg zum Bau einer Burg von Markgraf Heinrich I. von Meißen aus dem Jahre 1106 urkundlich erwähnt. Er selbst lebte zu diesem Zeitpunkt jedoch nicht mehr. Bei dem Dokument handelt es sich wahrscheinlich um eine Fälschung, um die Ansprüche auf die Mark Lausitz innerhalb des Adelsgeschlechts der Wettiner zu untermauern.
Das Stadtrecht wurde 1283 durch den Markgrafen Heinrich III. von Meißen nach Magdeburger Recht verliehen. Das Münzrecht verlieh der böhmische König Wenzel IV. der Stadt 1411. Seit 1482 gehörte Sommerfeld zum Kurfürstentum Brandenburg (infolge des Glogauer Erbfolgestreits).

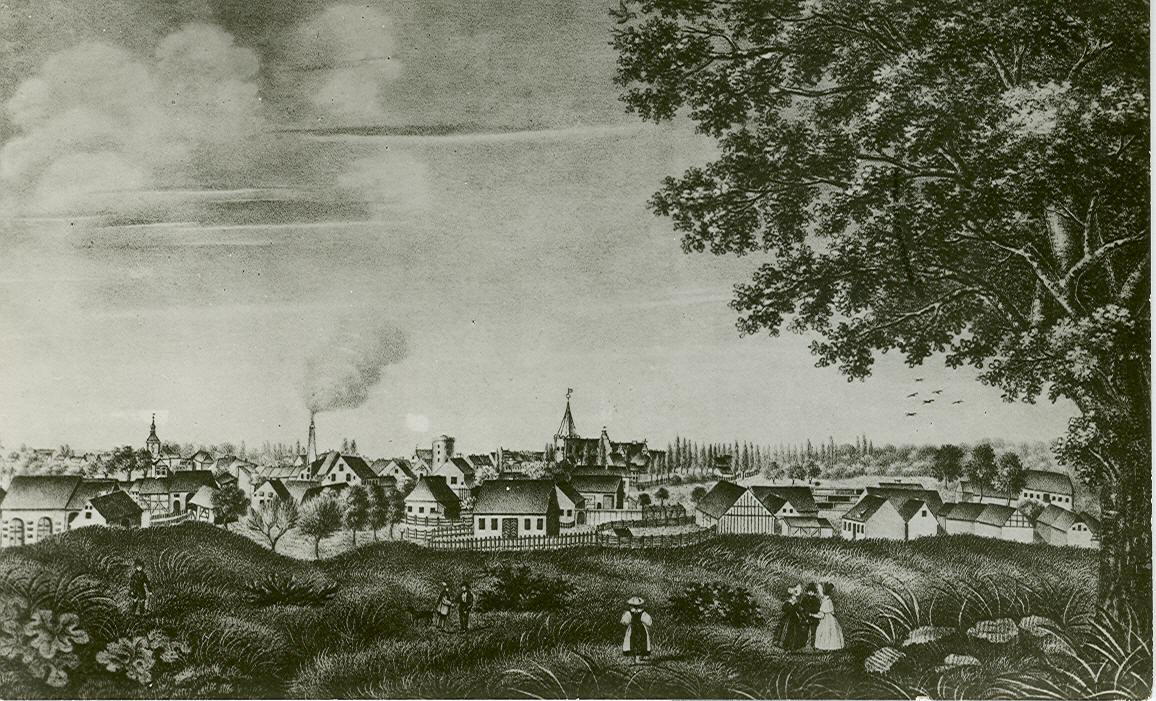
Sommerfeld im Jahr 1841, nach Daniel Murmann

Am 16. Oktober 1627 und im Jahr darauf besuchte Wallenstein die Stadt. Als Gutsherr auf Schloss Sommerfeld wurde 1793 der Johanniter-Komtur George Friedrich von Beerfelde erwähnt. Seine Nachfahren bauten das Schloss 1840 in die bis zum Jahr 1945 bestehende Gestalt um.
Im Zuge der preußischen Verwaltungsreform von 1815 wurde Sommerfeld in den brandenburgischen Kreis Crossen eingegliedert und war bis 1945 stets die größte Stadt im Kreis. Die erste Dampfmaschine  wurde 1835 in Betrieb genommen, der erste Fabrikschornstein im gleichen Jahr erbaut. Am 1. September 1846 wurde Sommerfeld an die Bahnlinie Berlin–Breslau angeschlossen. 1857 nahm ein Gaswerk den Betrieb auf, und 1863 wurden Wasserleitungen verlegt. 1866 hielt sich Paul von Hindenburg in Sommerfeld auf und wohnte in der damaligen Morgenstraße 23. Mit Gasglühlicht wurde 1896 die Straßenbeleuchtung eingeführt.
Bis zum 30. September 1928 bestand das Gut Sommerfeld als rechtlich selbständige Einheit, im Jahr 1910 hatte dieses ungefähr 100 Einwohner.
Im Zweiten Weltkrieg unterstellte im März/April 1945 die Rote Armee das bei der Eroberung kaum zerstörte Sommerfeld der Verwaltung der Volksrepublik Polen. Bereits im Juni 1945 begann die Vertreibung der Bevölkerung und die Besiedelung der Stadt mit Polen.

### Stadt Lubsko nach 1945
Nach Ende des Zweiten Weltkriegs wurde die Stadt Sommerfeld bereits vor der Potsdamer Konferenz am 3. Juni 1945 unter polnische Verwaltung gestellt. Die Übergabe nahm ein sowjetischer Kommandant vor. Die Stadt bekam anfangs den polnischen Namen Zemsz und ab 1947 den Namen Lubsko, der sich vom Fluss Lubsza ableitet. Die gesamte einheimische Bevölkerung wurde Ende Juni 1945 vertrieben, verbunden mit einer zögernden Besiedlung durch Polen.
Die Zerstörungen und Plünderungen an Maschinenausrüstung der Betriebe in der Stadt konnten bis Anfang 1946 beendet werden, so dass die großen Textilfabriken in der Stadt ihre Produktion wieder aufnahmen. In den folgenden Jahren wurde die Stadt wie auch alle an die polnische Verwaltung gestellten Gebiete von vielen ankommenden Siedlern sowie von der zentralen Regierung in Warschau teilweise als reine Ressourcenquelle betrachtet. Die Plünderungen und Verwüstungen dauerten an, unterstützt durch die allgemeine Unsicherheit sowie die Unklarheit der Potsdamer Beschlüsse. Einige Straßenzüge wurden Ende der 1940er Jahre geschleift, um das Baumaterial für den Wiederaufbau der polnischen Hauptstadt Warschau zu gewinnen. Die Wirtschaft in der Zeit des Realsozialismus nach 1945 basierte auf der übernommenen Infrastruktur, die lange Zeit nicht ausgebaut wurde. Die öffentliche Kommunikation spielte nur noch eine räumlich begrenzte Rolle mit schlechten regionalen Verbindungen.
Ende der 1960er Jahre kam es zu den eingeschränkten Reinvestitionen der Betriebe in der Stadt. Der Zuwachs an der Bevölkerung verlief stetig. Von 1954 bis 1975 bestand der Powiat Lubski. Nach der Annäherung zur Bundesrepublik Deutschland, deren Änderung der Ostpolitik und anschließender Unterzeichnung der Warschauer Verträge kam es kurzzeitig zum Ausbau des staatlichen Handels und der Industrie. Der Umweltschutz spielte dabei noch keine Rolle. In Lubsko entstanden auch neue Siedlungen, Plattenbauten, Schulen und die Stadtbibliothek. Nach der polnischen Verwaltungsreform 1975 war die Stadt zu einer kleinen Gemeinde reduziert worden. Die Eigenschaft einer Stadt in der Peripherie, weit entfernt von den zentralisierten Verwaltungsorten wurde deutlicher. Die schwächer werdende Infrastruktur und die bereits niedrigen Umsätze der staatlichen Handelsorganisation zeigten auch hier ab Mitte siebziger Jahre die Krise der Warschauer Planwirtschaft an.
Der Personenverkehr zum Bahnhof Lubsko, bis 1945 an der Strecke Berlin – Breslau gelegen, wurde 2011 eingestellt. Reaktivierungsbestrebungen gibt oder gab es zur Anbindung an die Strecke nach Zielona Góra bei Bieniów.

## Sehenswürdigkeiten
- Rathaus, erbaut von 1580 bis 1582 im Renaissancestil
- Stadtkirche Mariä-Heimsuchung, erbaut in der zweiten Hälfte des 13. Jahrhunderts im gotischen Stil
- Herz-Jesu-Kirche, erbaut 1908 im neugotischen Stil
- Schloss, erbaut 1570, im 18. und 19. Jahrhundert umgebaut
- Sorauer Tor
- Bahnanlagen mit zwei Wassertürmen

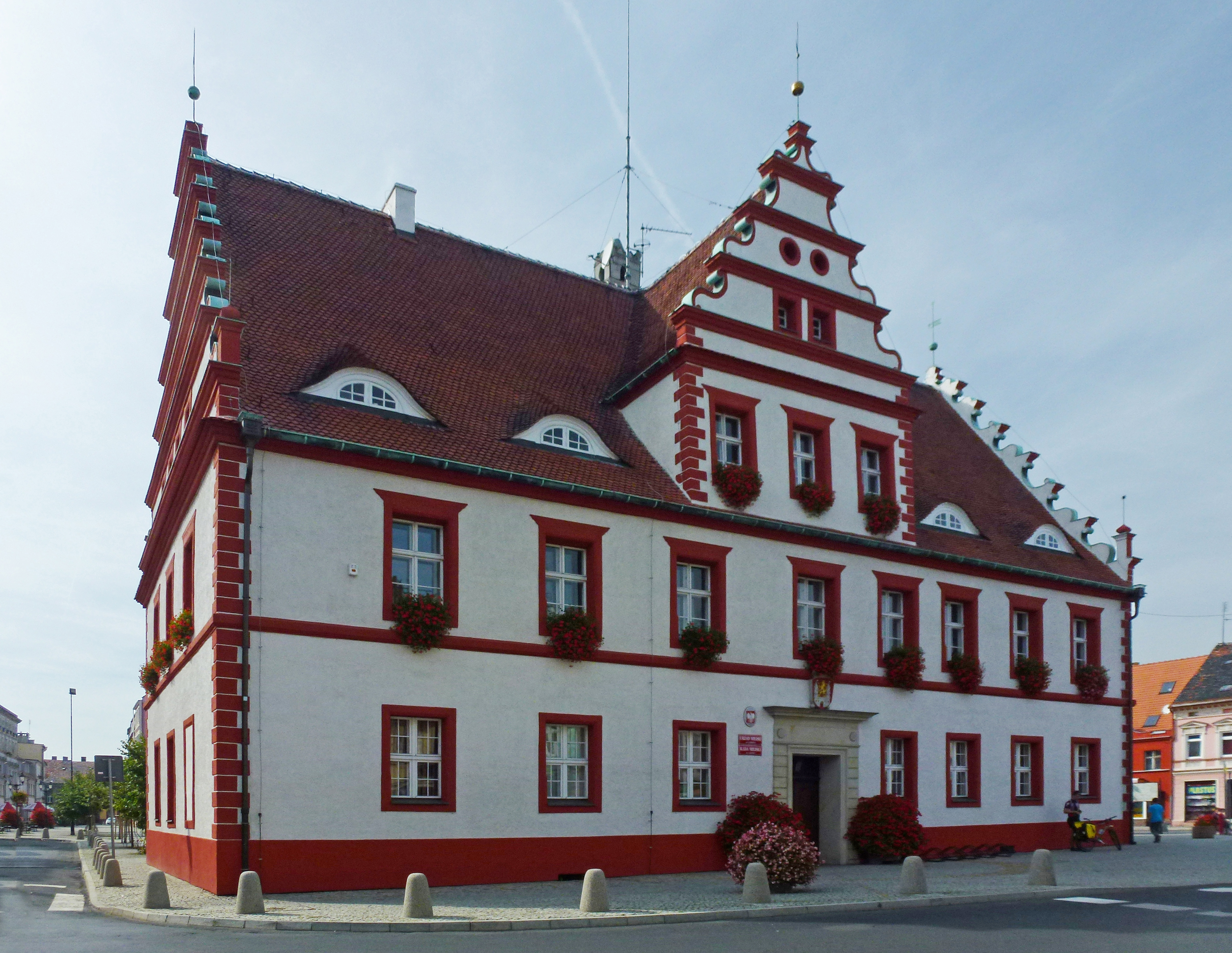
Rathaus Lubsko
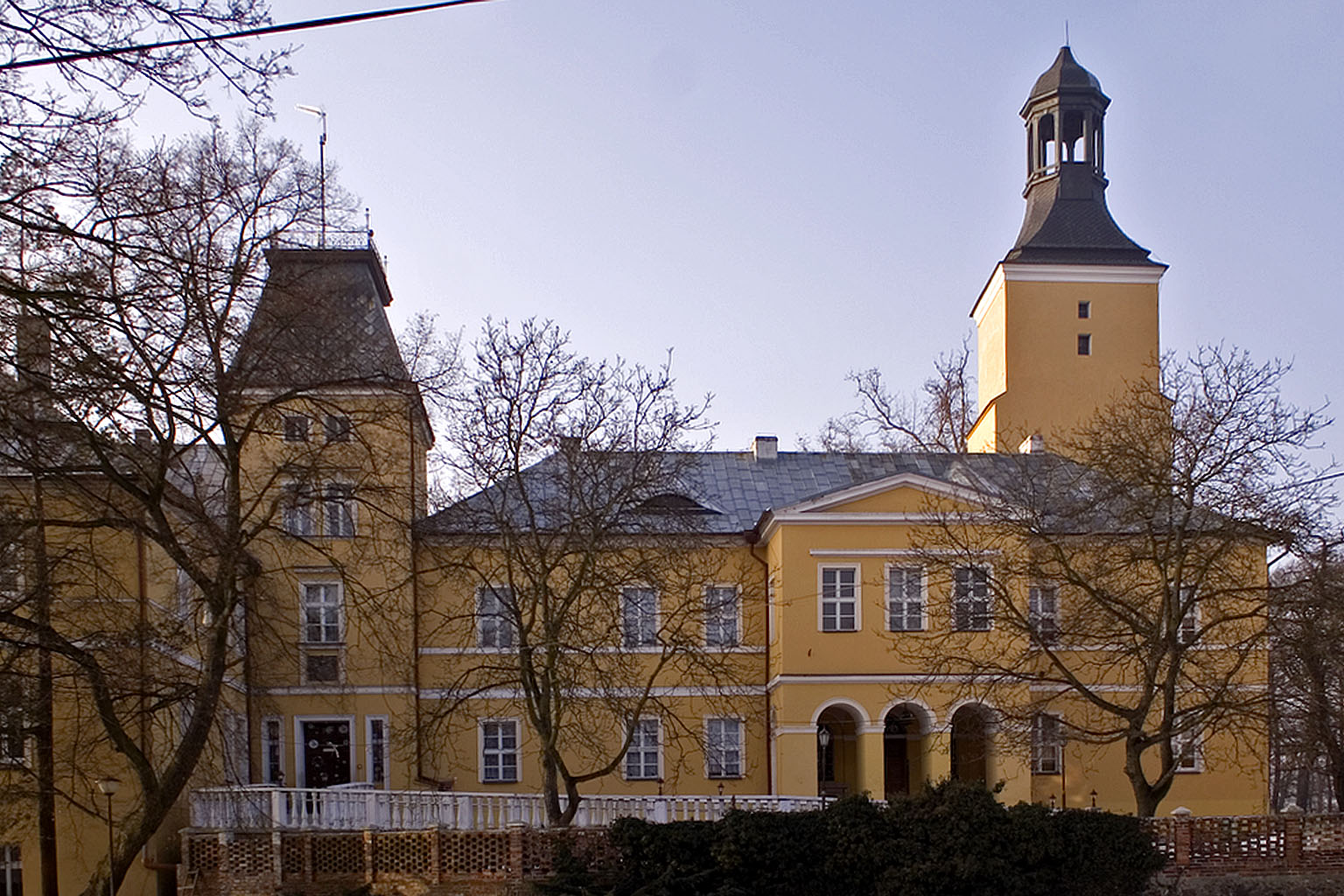
Schloss
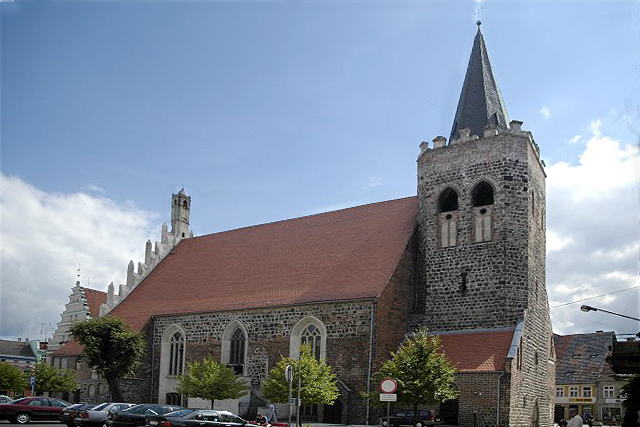
Stadtkirche
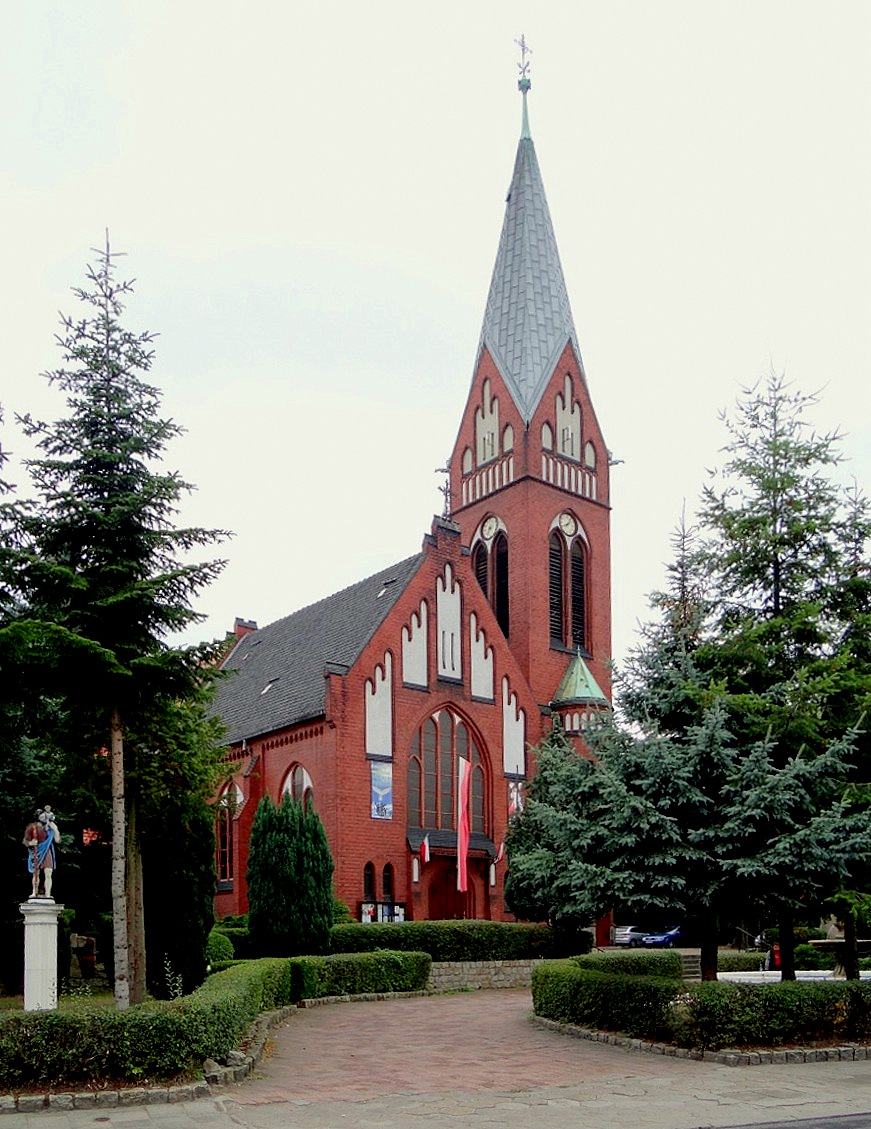
Herz-Jesu-Kirche
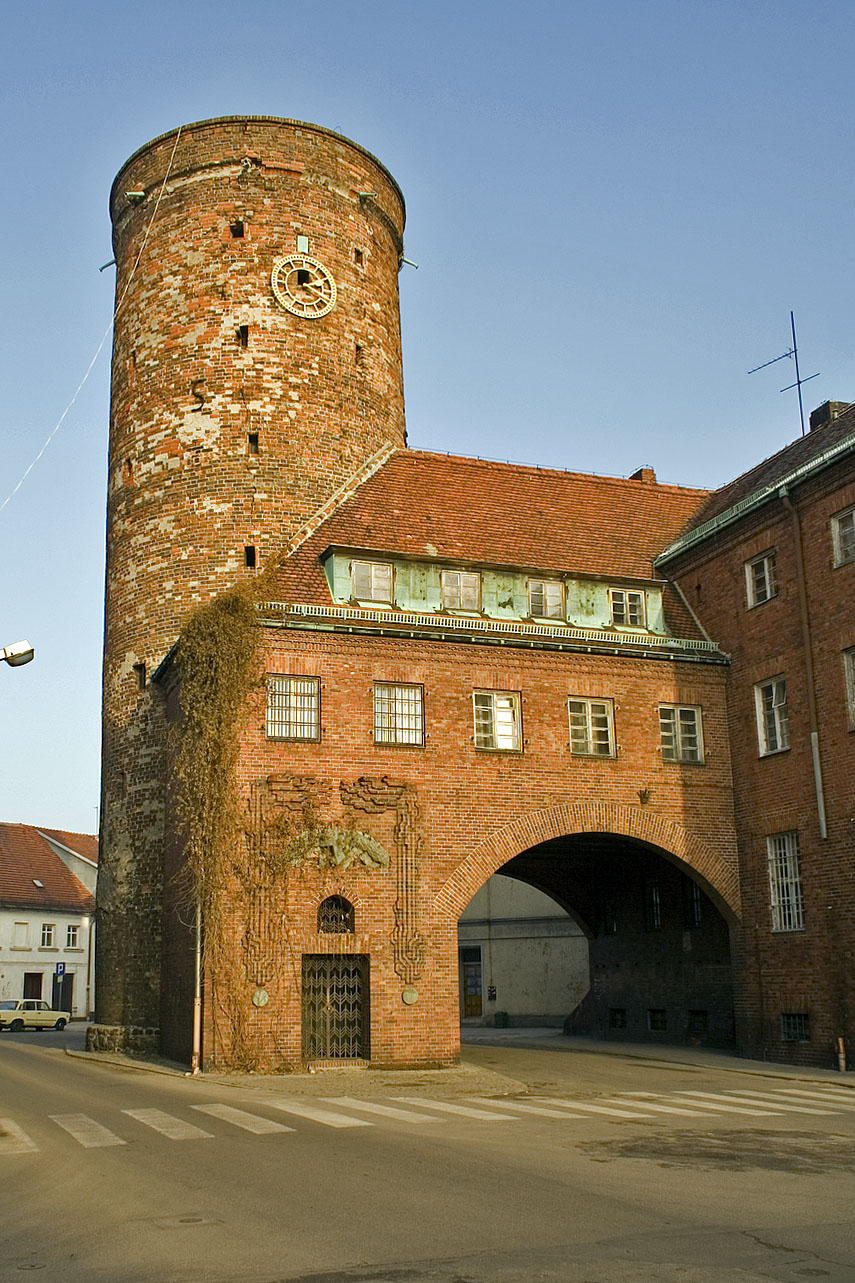
Sorauer Tor mit Turm
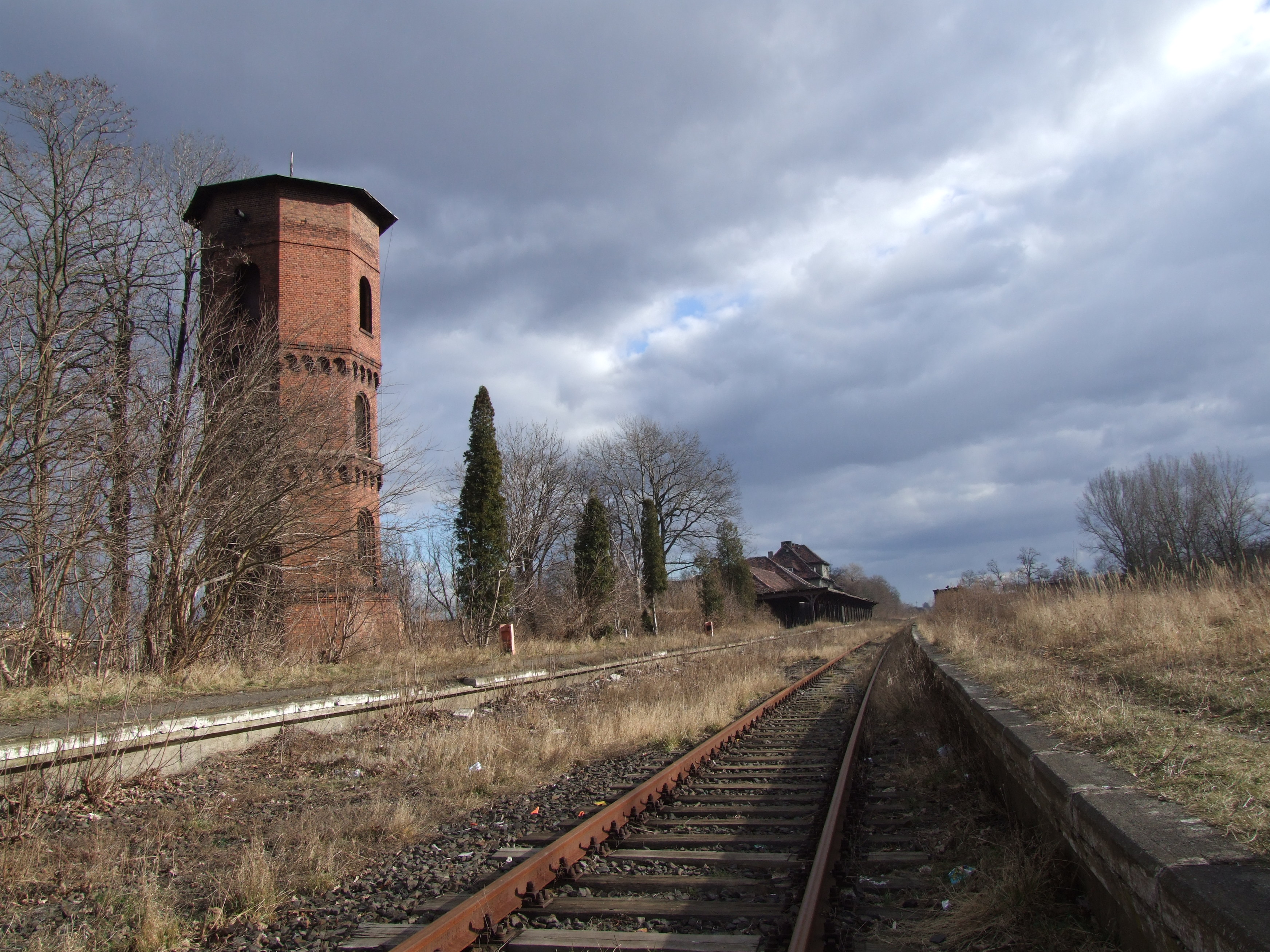
Bahnwasserturm

## Bevölkerung
Sommerfeld wurde anfangs von slawischer Bevölkerung bewohnt. Seit dem 13. Jahrhundert zogen Deutsche zu, die deutsche Sprache und Kultur setzte sich in den folgenden Jahrhundert auch unter dem Einfluss der deutschen Herrschaften durch. 1583 wurde eine wendische Kapelle abgerissen.
Noch bis weit ins 18. Jahrhundert wurde insbesondere in den Vorstädten auch ein ostniedersorbischer Dialekt gesprochen.
Spuren der wendischen Kultur und Sprache haben sich bis 1945 gehalten.

## Gemeinde
Zur Stadt- und Landgemeinde Lubsko gehören die Stadt selbst und 18 Dörfer mit Schulzenämtern.

## Partnerstädte
- Brody, Polen
- Forst, Deutschland
- Helsinge, Dänemark
- Vlotho, Deutschland

## Persönlichkeiten

### Bis 1945
- Alfred Adolph (1895–1959), Politiker (KPD)
- Johannes Aesticampianus (1457–1520), genannt Rhagius, sorbischer Theologe und Humanist
- Oskar-Heinrich Bär (1913–1957), Luftwaffenoffizier und Jagdflieger
- Erich Friedrich (1901–1971), Politiker (NSDAP)
- Heinz Fröbel (1921–2018), Politiker (FDP)
- Gottfried Traugott Gallus (1762–1807), Theologe und Lokalhistoriker, Verfasser von "Geschichte der Mark Brandenburg"
- Bernhard Girke (1874–1935), Politiker (SPD).
- Alfred Goldscheider (1858–1935), Mediziner
- Paul Goldscheider (1854– nach 1906), Schriftsteller
- Arthur Hübner (1899–1962), KPD-Aktivist[10]
- Johann Siegfried Kähler (1743–1820), Mediziner und Stadtphysikus in Sommerfeld
- Ludwig August Kähler (1775–1855), Theologe und Schriftsteller[11]
- Georg Kaempffe (1842–1880), Jurist, verbrachte seine Kindheit in Sommerfeld[12]
- Arthur Lehmann (1866–1966), Politiker (SPD)
- Franz Matthes (1838–1910), Schriftsteller[13]
- Heinrich von Pack der Jüngere (1553–1588), sächsischer Rittergutsbesitzer
- Siegfried Polack (1899–1944), Politiker (NSDAP)
- Karl Schlüter (1852–1916), Politiker (Deutsche Reichspartei), Bürgermeister von Sommerfeld
- Gerhard Schulz (1924–2004), Historiker
- Eduard Vogel von Falckenstein (1797–1885), General, Gutsherr in Dolzig
- Maximilian Vogel von Falckenstein (1839–1917), General, Gutsherr in Dolzig, Sohn des Vorigen
- Hans-Jürgen Wagner, (geb. 1941), Politiker (CDU)
- Carl Warnstorf (1837–1921), Pädagoge
- Frida Wesolek (1887–1943), SPD- und KPD-Mitglied

### Mit Sommerfeld verbunden
- Auguste Victoria (1858–1921), deutsche Kaiserin; geboren und fünf Jahre aufgewachsen im Herrenhaus Dolzig (heute Dłużek)
- Max von Boehn (1850–1921), Offizier
- Gerhard Domagk (1895–1964), Nobelpreisträger, besuchte in Sommerfeld die Schule
- Emil Hübner (1862–1943), KPD-Aktivist, lebte seit 1880er Jahre bis 1905 in Sommerfeld
- Max Rauer (1889–1971), Prof. Dr. der Theologie, 1934–1936 Pfarrer in Sommerfeld
- Kurt Vethake (1919–1990 Berlin), Autor, Hörspielregisseur, verbrachte seine Kindheit und Jugend in Sommerfeld[14]

### Seit 1945
- Ewelina Flinta (* 1979), Sängerin
- Jerzy Kaczmarek (* 1948), Florettfechter und Olympiasieger (1972)
- Michał Rozmys (* 1995), Leichtathlet
- Piotr Zelazko (* 1976), Patriarchalvikar des Lateinischen Patriarchats von Jerusalem